# René Hauss
René Hauss (Lingolsheim, 25 dicembre 1927 – Strasburgo, 6 dicembre 2010) è stato un allenatore di calcio francese.
Da allenatore ha vinto tre campionati belgi con lo Standard Liegi, nel 1969, 1970 e nel 1971.

## Palmarès

### Giocatore

#### Competizioni nazionali
- Coppa di Francia: 2

Strasburgo: 1950-1951, 1965-1966
- Coppa di Lega francese: 1

Strasburgo: 1963-1964

### Allenatore

#### Competizioni nazionali
- Campionato belga: 3

Standard Liegi: 1968-1969, 1969-1970, 1970-1971

#### Individuale
- Allenatore francese dell'anno: 1

1980